# Sdružení obcí Vrbenska
Sdružení obcí Vrbenska je svazek obcí v okresu Bruntál, jeho sídlem je Vrbno pod Pradědem a jeho cílem je Rozvoj a podpora cestovního ruchu, rekreace, ekonomický rozvoj regionu. Sdružuje celkem 5 obcí a byl založen v roce 2001.

## Obce sdružené v mikroregionu
- Karlova Studánka
- Karlovice
- Ludvíkov
- Široká Niva
- Vrbno pod Pradědem